# ST3000DM001
O ST3000DM001 é um disco rígido lançado pela Seagate Technology em 2011 e faz parte da família Seagate Barracuda. Tem a capacidade de 3 terabytes (TB) e tem uma velocidade de rotação de 7200 RPM. Este modelo de disco em particular é conhecido por ter uma alta taxa de falhas, sendo esta aproximadamente 5.7 vezes maior do que outros modelos de HDDs de 3 TB.

## Especificações
O ST3000DM001 utiliza 3 discos de 1 TB e possuí uma velocidade de rotação de 7200RPM. O HDD utiliza um controlador LSI de dois núcleos e possuí 64 MB de memória DDDR2-800 como cache. 

## Recepção
Anand Lal Shimpi da AnandTech comentou que o ST3000DM001 é "um pouco mais rápido nos testes de leitura e escrita sequenciais do que o antigo modelo Barracuda XT, com um menor consumo de energia" e que "a Seagate parece ter otimizado o comportamento do HDD para eficiência energética do que para performance". Ele continuou dizendo que achava ok com a performance reduzida desde que o HDD fosse utilizado em conjunto com um solid-state drive (SSD).
Backblaze, uma empresa que oferece soluções de backup remotos, observou que o ST3000DM001 falhavam em taxas muito maiores do que os outros HDDS. Apenas 251 dos 4.190 ST3000DM001 que foram postos em serviço em 2012 ainda estavam funcionando no dia 31 de março de 2015.
De acordo com a Backblaze, a empresa trocou os seus HDDs para o modelo de 3TB da Seagate depois que as inundações de 2011 na Tailândia atrapalharam o fornecimento de disco rígidos, aumentando o seu preço em 200-300%. A Backblaze normalmente utilizava HDDs HGST de 3 TB, porém nesta época só conseguiram encontrar os HDDs de 3 TB da Seagate em quantidades suficientes. A Backblaze notou que as falhas do ST3000DM001 não seguiam uma "curva banheira" que é característica das falhas de HDDs. Ao invés disso o ST3000DM001 tiveram 2.7% de falhas em 2012, 5.4% em 2013 e 47.2% dos HDDs deixaram de funcionar em 2014. Outros discos rígidos de modelos diferentes, também adicionados em 2012, não apresentaram uma taxa de falhas altas, apesar de estarem operando em um ambiente similar ao ST3000DM001.
Joel Hruska do ExtremeTech observou que a Backblaze não foi capaz de explicar o alto indíce de falhas do ST3000DM001 em relação a outros produtos. Hruska apontou que a Seagate reduziu a garantia desses HDDs, em conjunto com outros fabricantes de disco rígidos. A redução foi de 3 anos de garantia para apenas 1 ano de garantia em 2012. Hruska supôs que a alta taxa de falhas pode estar ligada com a mudança de fornecedores para alguns componentes e também o uso de componentes de baixa qualidade para aumentar os lucros.
Paul Alcom do Tom's Hardware notou que dos HDDs de 3TB que estavam em uso na Backblaze, o ST3000DM01 era o único drive sem um sensor de vibração rotacional, que serve para evitar vibrações excessivas em casos de uso pesado.